# مایکل اکتو
مایکل اکتو (انگلیسی: Michael Akoto؛ زادهٔ ۳ اکتبر ۱۹۹۷) بازیکن فوتبال اهل غنا است.
از باشگاه‌هایی که در آن بازی کرده‌است می‌توان به باشگاه فوتبال ماینتس ۰۵ اشاره کرد.